# E26 (Maleisië)

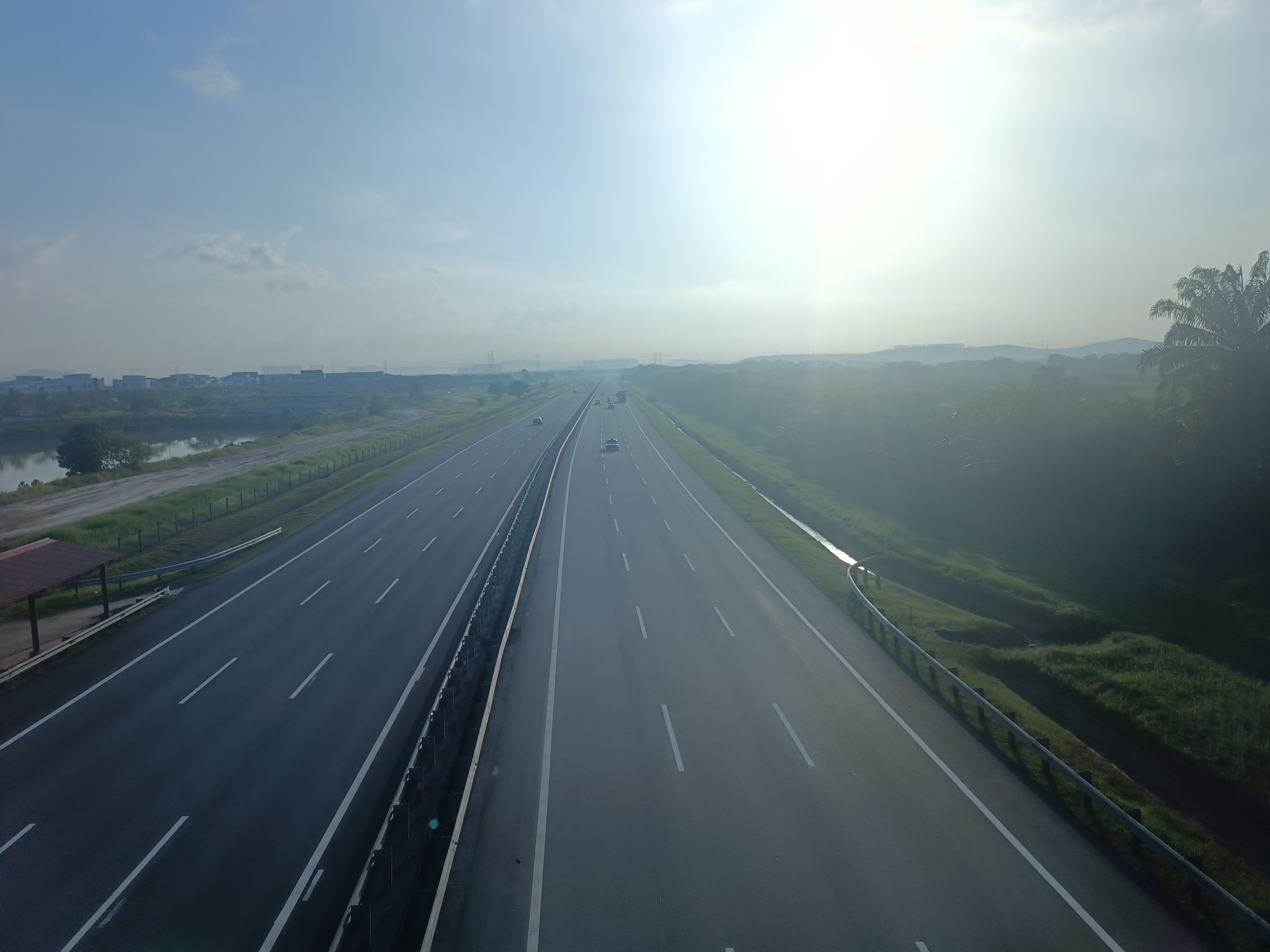
De E26

De E26 of Lebuhraya Lembah Klang Selatan (South Klang Valley Expressway (SKVE)) is een autosnelweg in Maleisië. De snelweg is 51,7 kilometer lang en verbindt verschillende steden in de Klang-vallei, waaronder Putrajaya. De E26 werd afgewerkt in 2013.
E1 ·
E2 ·
E3 ·
E4 ·
E5 ·
E6 ·
E7 ·
E8 ·
E9 ·
E10 ·
E11 ·
E12 ·
E13 ·
E14 ·
E15 ·
E16 ·
E17 ·
E18 ·
E19 ·
E20 ·
E21 ·
E22 ·
E23 ·
E24 ·
E25 ·
E26 ·
E27 ·
E28 ·
E29 ·
E30 ·
E31 ·
E32 ·
E33 ·
E35 ·
E36 ·
E37 ·
E38 ·
E39 ·